# Эмбер Рэйн
Эмбер Рэйн (англ. Amber Rayne, настоящее имя — Меган Рен (англ. Meghan Wren), 19 сентября 1984, Детройт, Мичиган, США — 2 апреля 2016, Лос-Анджелес, США) — американская порноактриса.

## Биография
Родилась в Детройте и выросла в Северной Калифорнии. Имела итальянские, шотландские и индейские корни. Училась в California State University в Лос-Анджелесе. До карьеры в кино для взрослых работала в массовке в фильмах и телевизионных шоу.
Дебютировала в порноиндустрии в 2005 году. В начале карьеры проживала в Санта-Монике, штат Калифорния. В апреле 2015 года объявила о своём официальном выходе на пенсию из фильмов для взрослых.
В 2007 году Эмбер был поставлен диагноз рак матки, который, по состоянию на 2011 год, находился в ремиссии после химиотерапии. В 2013 году ей был поставлен диагноз неходжкинской лимфомы 3-й стадии. Рэйн скончалась ночью 2 апреля 2016 года во сне. В конце июня 2016 года была объявлена официальная причина смерти — случайная передозировка кокаина.

## Фильмография
- Butthole Bitches
- Ass Cream Pies 10
- 8th Day
- Big Cock Teen Addiction
- Bad News Bitches 3
- Daddy’s Worst Nightmare 12
- Bro Blow
- Goo Girls 29
- Fuck Me Black
- Home Invasion
- Anal Acrobats 2
- In My Butt
- Ironman XXX
- Sex Therapy
- Old Men Make Me Squirt
- Your Sister Loves Black Cock 2
- Puckered Up
- The Human Sexipede (2010)

## Награды и номинации
| Год  | Церемония  | Результат | Категория | Фильм                                      |
| ---- | ---------- | --------- | --- | ------------------------------------------ |
| 2007 | AVN Awards | Номинация | Самая возмутительная сексуальная сцена (вместе с Gokkun Boys)                                                                                  | American Gokkun                            |
| 2008 | AVN Awards | Номинация | Невоспетая старлетка года | н/д                                        |
| 2009 | AVN Awards | Номинация | Лучшая лесбийская сцена триолизма (вместе с Kissy Kapri и Тринити Пост)                                                                        | Bitch & Moan 2                             |
| 2009 | AVN Awards | Номинация | Лучшая групповая лесбийская сцена (вместе с Пенни Флейм, Ariel X, Louisa Lanewood, Холли Уэст, Рэйчел Рокс, Aline, Лекси Белл и Диной Дэниелс) | Bad News Bitches 3                         |
| 2009 | AVN Awards | Номинация | Лучшая сцена триолизма (вместе с Лекси Белл и Sergio)                                                                                          | Bad News Bitches 3                         |
| 2009 | AVN Awards | Номинация | Самая возмутительная сексуальная сцена (вместе с Dick James и Джонни Трастом)                                                                  | Cuckold 3                                  |
| 2009 | AVN Awards | Победа    | Невоспетая старлетка года | н/д                                        |
| 2009 | FAME Award | Finalist  | Любимая недооцененная звезда | н/д                                        |
| 2009 | XRCO Award | Победа    | Невоспетая сирена | н/д                                        |
| 2010 | AVN Awards | Номинация | Лучшая лесбийская групповая сцена (вместе с Меган Джонс, Adriana Deville, Allison Pierce, Jaelyn Fox, Мейсон Мур, Джанет Мейсон и Nikki Sexx)  | Big Toy Orgy                               |
| 2010 | AVN Awards | Номинация | Лучшая лесбийская групповая сцена (вместе с Кайли Айрлэнд, Сэмми Роудс, Keanni Lei, Бобби Старр и Хизер Старлет)                               | The Violation of Kylie Ireland             |
| 2010 | AVN Awards | Номинация | Лучшая групповая сцена (вместе с Дэррил Хана, Тринити Пост, Jerry и Тайлером Найтом)                                                           | The 8th Day                                |
| 2010 | AVN Awards | Номинация | Лучшая актриса второго плана | The 8th Day                                |
| 2010 | AVN Awards | Номинация | Исполнительница года | н/д                                        |
| 2010 | AVN Awards | Номинация | Самая возмутительная сексуальная сцена (вместе с Mya Nichole и Will Steiger)                                                                   | Deep Anal Abyss 2                          |
| 2012 | AVN Awards | Номинация | Лучшая лесбийская групповая сцена (вместе с Тара Линн Фокс и Zoey Holloway)                                                                    | Rezervoir Doggs: An Exquisite Films Parody |
| 2012 | AVN Awards | Номинация | Самая возмутительная сексуальная сцена (вместе с Johnny Thrust)                                                                                | Saw: A Hardcore Parody                     |
| 2013 | AVN Awards | Номинация | Лучшая лесбийская групповая сцена (вместе с Эш Голливуд и Эйприл О’Нил)                                                                        | Buffy the Vampire Slayer XXX: A Parody     |
| 2013 | XBIZ Award | Номинация | Лучшая лесбийская сцена (вместе с Эш Голливуд и Эйприл О’Нил)                                                                                  | Buffy the Vampire Slayer XXX: A Parody     |
| 2016 | AVN Awards | Номинация | Лучшая актриса второго плана | Wanted                                     |
| 2016 | XBIZ Award | Номинация | Лучшая актриса второго плана | Wanted                                     |
| 2016 | XRCO Award | Победа    | Невоспетая сирена | н/д                                        |